# Мигдаленок, Арсений Александрович
Арсений Александрович Мигдаленок (бел. Арсеній Аляксандравіч Мігдалёнак; род. 2 мая 2003, Минск) — белорусский футболист, полузащитник клуба «Минск».

## Карьера
Воспитанник футбольной академии «Минска». Первым тренером футболиста был Владимир Григорьевич Кириенко. В 2019 году футболист стал выступать за дублирующий состав столичного клуба. В начале 2022 года привлекался к основному составу клуба, однако продолжил выступать за резервный состав на протяжении всего сезона. В январе 2023 года футболист вместе с основной командой клуба стал готовиться к новому сезону. Дебютировал за клуб 23 апреля 2023 года в матче против гродненского «Немана», выйдя на замену на 78 минуте. Первым результативным действием за клуб футболист отличился 21 июля 2023 года в матче Кубка Беларуси против «Молодечно-2018», отдав голевую передачу. Дебютный гол за клуб забил 25 октября 2023 года в матче против борисовского БАТЭ. На протяжении всего сезона футболист был одним из ключевых игроком столичного клуба, отличившись забитым голом и 3 результативными передачами во всех турнирах. По итогу сезона футболист вместе с клубом завершил чемпионат на итоговом девятом месте.
Новый сезон за клуб футболист начал 3 марта 2024 года с четвертьфинального матча Кубка Беларуси против гродненского «Немана». Первый матч в чемпионате футболист сыграл 16 марта 2024 года против борисовского БАТЭ, выйдя на поле в стартовом составе.

## Международная карьера
В августе 2019 года футболист получил вызов в юношескую сборную Беларуси до 17 лет. Дебютировал за сборную 29 августа 2019 года в товарищеском матче против Турции. В следующем матче 30 августа 2019 года против сверстников из Латвии забил свой дебютный гол. В январе 2020 года футболист вместе со сборной отправился на Кубок Развития, победителем которого по итогу и встал.

## Достижения
Сборные
Беларусь (до 17)
- Обладатель Кубка Развития: 2020